# شیخ مبارک عبدالله الجابر الصباح
شیخ مبارک عبدالله الجابر الصباح (عربی: شیخ مبارک عبدالله الجابر الصباح‎؛ ۱۹۳۴–۱۹۸۷) یکی از اعضای خاندان آل صباح و یکی از اولین ژنرال‌های کویتی بود که به مقام نظامی دست یافت. او یکی از اولین کویتی‌هایی بود که از سوی آکادمی نظامی سلطنتی سندهرست، بریتانیا به عنوان افسر منصوب شد، و اولین کویتی بود که فرمان امیری را برای انتصاب به عنوان رئیس ستاد کل دریافت کرد(در مارس ۱۹۶۳، قبل از سن ۳۰ سالگی). مبارک آموزش مشترک نیروهای مسلح کویت و نیروهای مسلح ایالات متحده را در سال ۱۹۷۷ آغاز کرد و سال بعد، اولین افسر نظامی بود که خدمت وظیفه عمومی را تأسیس کرد.

## اوایل زندگی
مبارک فرزند شیخ عبدالله بن جابر عبدالله دوم الصباح (۱۸۹۹-۱۹۹۶) اولین وزیر آموزش و پروش کویت و منیره بنت احمد جابر الصباح بود.

## حرفه ها و سوابق نظامی

### اداره نیروی امنیت عمومی و ارتش کویت
مبارک به عنوان ستوان به مدیریت نیروی امنیت عمومی پیوست.

### عملیات برتری
در جریان عملیات برتری (۱۹۶۱)، طرحی برای دفاع از کویت، سرتیپ مبارک و سرهنگ صالح محمد الصباح فرماندهی تیپ ۲۵ تکاور کویت و تیپ ۶ مکانیزه کویت را بر عهده داشتند.

### تیپ ۲۵ تکاور کویت
در سال ۱۹۶۰، مبارک تیپ ۲۵ کماندوی کویت را تأسیس کرد.
پس از این بحران، سرتیپ شیخ مبارک با نیروهای مسلح بریتانیا HM در مورد استراتژی‌های بازدارندگی مختلف برای حفاظت از کویت بحث کرد. تیمی از کارشناسان نظامی بریتانیا به او در سازماندهی نیروهای مسلح کویت کمک کردند و با نیروهای مسلح بریتانیا برای آموزش در ارتباط بودند.

### سپهبد نیروهای مسلح کویت (۱۹۷۹)
در سال ۱۹۷۹، مبارک به عنوان اولین سپهبد نیروهای مسلح کویت ارتقا یافت. سال بعد از ارتش بازنشسته شد.

### رزمایش مشترک نیروهای مسلح کویت و ایالات متحده (۱۹۷۷)
در سال ۱۹۷۷، مبارک العبدالله اولین رزمایش مشترک نیروهای مسلح کویت و ایالات متحده را آغاز کرد.

## دانشکده فرماندهی و ستاد مشترک مبارک‌العبدالله
دانشکده فرماندهی و ستاد در سال ۱۹۵۵ تأسیس شد و به یاد مبارک عبدالله در سال ۱۹۹۷ به نام دانشکده فرماندهی و ستاد مشترک مبارک‌العبدالله (MAJCSC) نامگذاری شد.

## افتخارات و مدال‌ها
دستور گردن ایالات متحده Legion of Merit، 1977

## جنگ ۶ روزه
در ژوئن ۱۹۶۷، رهبری نیروهای مسلح کویت؛ از اصل همبستگی اعراب؛ در جنگ شش روزه با چندین کشور عربی (مصر، عراق، لبنان، سوریه و اردن) علیه دولت اسرائیل شرکت کرد. بنا به درخواست وزیر سعد عبدالله السالم الصباح، مبارک (سرلشکر وقت) به همراه معاونش سرتیپ صالح، به عنوان سرپرست فرماندهی رزمی، یک گروه ضربتی از واحدهای رزمی مختلف را تشکیل دادند که «تیپ یرموک» را تعیین کرد. این ارتش که یک سوم نیروهای مسلح کویت را تشکیل می داد، در ۲۹ مه ۱۹۶۷ در جبهه مصر مستقر شد. در صبح روز ۵ ژوئن ۱۹۶۷، تیپ یرموک مورد آتش قرار گرفت و مجبور به متفرق شدن آن شد. این تیپ از سال ۱۹۶۸ تا ۱۹۷۲ در طول جنگ فرسایشی بین دولت اسرائیل و مصر که یک هفته بعد به طور غیررسمی آغاز شد، مجدداً جمع شد و در جبهه مصر ماند. 

## درگیری مرزی سامیتا و جنگ اکتبر ۱۹۷۳
مناقشات مداوم مرزی کویت با عراق از زمان عملیات برتری، اکثریت ارتش کویت را در حالت آماده باش قرار داد و در سراسر صحرای کویت مستقر شدند. در سال ۱۹۷۳ دولت کویت؛ عمدتاً وزیر شیخ سعد عبدالله السالم الصباح تحت هدایت و آگاهی امیر کویت؛ از سرلشکر مبارک خواست تا یک گروه ضربت برای کمک نظامی به ارتش های عربی مستقر در جبهه سوریه تشکیل دهد. به طور مشابه بر اساس همان اصل استقرار مجدد تیپ یرموک که در جبهه مصر در سال ۱۹۷۳ درگیر بود.